# Дворец независимости (Хошимин)
Дворец Независимости (вьет. Dinh Độc Lập), также известный как Дворец Воссоединения (вьет. Dinh Thống Nhất) — достопримечательность города Хошимин (ранее известного как Сайгон), Вьетнам, построенная на месте бывшего дворца Нородом. Дворец был спроектирован архитектором Нго Вьет Тху и был домом и местом работы президента Южного Вьетнама во время войны во Вьетнаме. Он также стал местом окончания войны во Вьетнаме во время падения Сайгона 30 апреля 1975 года, когда танк северовьетнамской армии протаранил его ворота.

## Хронология

### Колониальная эпоха
В 1858 году Франция напала на Дананг, начав вторжение во Вьетнам. К 1867 году ею было завершено завоевание южного Вьетнама (Кохинхина), включавшего в себя провинции Бьенхоа, Зядинь, Диньтыонг, Виньонг, Анзянг и Хатьен. Чтобы консолидировать вновь созданную колонию, 23 февраля 1868 года губернатор Кохинхины Пьер-Поль де ла Грандьер провёл церемонию закладки первого камня нового дворца вместо старого деревянного дворца, построенного в 1863 году, по проекту Ахилла-Антуана Эрмита, который был также архитектором мэрии Гонконга. Первый кубический камень, со сторонами по 50 см и с углублениями, содержащими французские золотые и серебряные монеты с изображением Наполеона III, прибыл из Бьенхоа.
Комплекс занимает площадь в 12 гектаров, на которых расположены дворец с фасадом шириной 80 метров, гостевые покои, способные вместить 800 человек, и просторный сад. Большая часть строительных материалов была импортирована из Франции. Из-за франко-прусской войны 1870 года строительство отстало от графика и не было завершено до 1873 года. Дворец получил название Дворец Нородом в честь тогдашнего короля Камбоджи Нородома (1834—1904). Проспект перед дворцом носил одноимённое название. С 1871 по 1887 годы дворец использовался французским губернатором Кохинхины (Gouverneur de la Cochinchine), поэтому он упоминался как дворец губернатора. С 1887 по 1945 год все генерал-губернаторы французского Индокитая использовали дворец в качестве своей резиденции и офиса. Офис губернаторов Кохинхины был перенесён в соседнее здание.

### Вторая мировая война
9 марта 1945 года Япония победила и заменила Францию во французском Индокитае в результате успешного переворота. Дворец Нородом стал штаб-квартирой японских колониальных чиновников во Вьетнаме. В сентябре 1945 года Япония сдалась союзным войскам во Второй мировой войне, Франция вернулась во Вьетнам, после чего дворец Нородом был восстановлен как резиденция французских колониальных властей.

### После Второй мировой войны
7 мая 1954 года, потерпев поражение от Вьетминя в битве при Дьенбьенфу, Франция согласилась подписать Женевские соглашения и вывела свои войска из Вьетнама. Согласно договорённостям Вьетнам был разделён в ожидании всеобщих выборов. 17-я параллель действовала как временная граница, пока не было проведено голосование на основе всеобщего избирательного права для создания единого вьетнамского правительства. Северный Вьетнам находился под контролем коммунистов Вьетминь, а Южный Вьетнам — антикоммунистических сил. 7 сентября 1954 года дворец Нородом был передан премьер-министру Государства Вьетнам Нго Динь Зьему представителем французского присутствия во Вьетнаме генералом Полем Или.
В 1955 году Динь победил на референдуме бывшего императора Босо, главу государства Вьетнам. Нго Динь Зьем объявил себя президентом недавно провозглашённой Республики Вьетнам и переименовал здание в Дворец Независимости. Согласно фэншуй, дворец расположен на голове дракона, поэтому он также упоминался как Дворец Головы Дракона.

### Вьетнамская война
27 февраля 1962 года два пилота ВВС Республики, Нгуен Ван Кы и Фам Фу Куок взбунтовались и, полетев на двух самолётах A-1 Skyraider в направлении дворца, разбомбили его, вместо того, чтобы совершить налёт на Национальный фронт освобождения Южного Вьетнама. В результате почти всё левое крыло было уничтожено. Однако Нго Динь Зьем и его семья избежали покушения. Поскольку было почти невозможно восстановить дворец, Зьем приказал снести его и сдать в эксплуатацию новое здание на его месте. Новый дворец был построен по проекту вьетнамского архитектора Нго Вьет Тху, который в 1955 году получил первую Гран-при Рима (Grand Prix de Rome) — высшее признание парижской школы изящных искусств. Он также был лауреатом премии Рима, присуждаемой французским правительством.
Строительство нового Дворца Независимости началось 1 июля 1962 года. Тем временем Зьем и правящая семья переехали в дворец Зялонг (сегодня это музей города Хошимин). Тем не менее, Зьем не увидел завершения строительства, поскольку он и его брат и главный советник Нго Динь Ню были убиты после государственного переворота во главе с генералом Зыонг Ван Минем в ноябре 1963 года. Законченный дворец был открыт председателем Национального комитета по лидерству 31 октября 1966 года, генералом Нгуен Ван Тхьеу, который в тот момент был главой военной хунты. Зал Независимости служил домом и офисом Тхьеу с октября 1967 года по 21 апреля 1975 года, когда он бежал из страны, когда коммунистические силы Северного Вьетнама захватили юг в решающей операции «Хо Ши Мин».
8 апреля 1975 года Нгуен Тхань Чунг, пилот южновьетнамских военно-воздушных сил и тайный агент коммунистов, вылетел на самолёте F-5E с авиабазы Бьенхоа и нанёс бомбовый удар по дворцу, но не нанёс значительного ущерба. В 10:45 30 апреля 1975 года танк северовьетнамской армии прорвался через главные ворота, по сути, положив конец войне во Вьетнаме.
В ноябре 1975 года, после того, как было заключено соглашение о переговорах между двумя частями Вьетнама, Временное революционное правительство переименовало Дворец Независимости в Зал Воссоединения (вьет. Hội trường Thống Nhất).
Дворец изображён на банкнотах Южного Вьетнама 1972—1975 годов.
- Аппарат Президента в зале
- Старая военная комната под дворцом
- Крыша Дворца Воссоединения
- Банкетный зал в Зале Независимости
- Кабинет министров
- Конференц-зал
- Вьетнамский танк Т-54 в саду у входа во дворец